# جمهوری اسلامی افغانستان
جمهوری اسلامی افغانستان (به پشتو: د افغانستان اسلامي جمهوریت)، یک نظام ریاستی جمهوری اسلامی بود که از ۲۰۰۴ تا ۲۰۲۱ در افغانستان حاکمیت داشت. این حکومت برای جایگزینی با دولت‌های موقت و انتقالی، که پس از حمله آمریکا به افغانستان در ۲۰۰۱ به وجود آمده بودند، تأسیس شد. این حمله باعث سرنگونی امارت اسلامیِ طالبان شد که به صورت محدود به عنوان یک دولت به رسمیت شناخته شده‌بود. با اینحال طالبان حدود ۲۰ سال پس از حمله در تاریخ ۱۵ اوت ۲۰۲۱، افغانستان را بازپس گرفتند که به پایان جنگ ۲۰۰۱–۲۰۲۱، طولانی‌مدت‌ترین جنگ در تاریخ آمریکا، روی آورد. این امر سرنگونی جمهوری اسلامی زیر رهبری رئیس‌جمهور محمداشرف غنی، و احیای امارت اسلامی تحت کنترل طالبان را نتیجه داد. سازمان ملل متحد همچنان جمهوری اسلامی را به عنوان دولت مشروع افغانستان به جای امارت اسلامی به‌عنوان دولت دفاکتوی فعلی، شناخته است. توافق آمریکا و طالبان، که در تاریخ ۲۹ فوریه ۲۰۲۰ در قطر امضا شده بود، یکی از رویدادهای اساسی بود که باعث فروپاشی نیروهای امنیت ملی افغانستان شد. پس از این توافق، آمریکا به شدت تعداد حملات هوایی را کاهش داد و نیروهای امنیت ملی افغانستان را از یک لبهٔ مهم در مقابله با شورش طالبان محروم کرد که در نهایت منجر به تصرف کابل توسط طالبان شد. این دولت عضوی از سازمان ملل متحد، سازمان همکاری اسلامی، اتحادیه همکاری‌های منطقه‌ای جنوب آسیا، گروه ۷۷، سازمان همکاری اقتصادی و جنبش عدم تعهد بود.
پس از حملهٔ آمریکا و سقوط کابل در سال ۲۰۰۱ نیروهای طالبان کنترل مناطق مختلف کشور را در دست گرفتند و جنگ داخلی ادامه داده شد. این امر افغانستان را مشکل ساز کرد؛ نقض حقوق بشر و حقوق زنان و سوء استفاده‌های متعدد مرتکب شده توسط هر دو طرفین، مانند کشتن غیرنظامیان، آدم‌ربایی و شکنجه گزارش شد. با توجه به وابستگی گسترده این دولت به ایالات متحده در پی کمک‌های نظامی و اقتصادی، برخی این دولت افغانستان را به عنوان یک دولت متکی به آمریکا طبقه‌بندی می‌کنند، که پس از پایان عملیات آزادی بلندمدت به تدریج کنترل روستایی و ولایت‌هایش را از دست داد.
پس از خروج نیروهای ناتو در ۲۰۲۱ طالبان یک هجوم نظامی بزرگ را در مهٔ ۲۰۲۱ اجرا کرد و پس از سه و نیم ماه تمام افغانستان را در دست گرفتند. نیروهای مسلح افغانستان به سرعت از هم پاشید و بیشتر ولایات بدون درگیری تسلیم طالبان شدند. در ۱۵ اوت ۲۰۲۱ در پی ورود نیروهای طالبان به کابل، مذاکراتی پرتنش بین طرفین انجام شد و دولت تمایل خود را به تسلیم مسالمت آمیز کابل به شورشیان اعلام کرد. کمی بعد رئیس‌جمهور افغانستان اشرف غنی از کشور فرار کرد. با انتشار این خبر، طالبان وارد ارگ ریاست جمهوری افغانستان شدند، و جمهوری اسلامی افغانستان سقوط کرد.مدت کوتاهی پس از آن، امرالله صالح، معاون اول رئیس‌جمهور خود را به‌عنوان رئیس‌جمهور موقت اعلام کرده و مقاومت جمهوری‌خواهانه در برابر طالبان را اعلام کرد.

## تاریخچه
در دسامبر ۲۰۰۱, پس از سرنگونی دولت طالبان دولت موقت افغانستان زیر نظر حامد کرزی تشکیل شد. شورای امنیت سازمان ملل برای به کمک ادارهٔ کرزی و ارائه امنیت اولیه نیروهای بین‌المللی کمک به امنیت را ایجاد کرد. افغانستان در این زمان، پس از دو دهه جنگ و یک قحطی حاد یکی از بالاترین میزان مرگ و میر کودکان و نوزاد را در جهان داشت و بسیاری از مردم با پایین‌ترین امید به زندگی گرسنه بودند و هیچ زیربنایی در کشور وجود نداشت. بسیاری از اهداکنندگان خارجی شروع به ارائهٔ کمک و بازسازی کشور جنگ‌زده شدند.
نیروهای طالبان در عین حال شروع به تجدید قوا در پاکستان کردند، در حالی که نیروهای ائتلاف بیشتری برای کمک به روند بازسازی وارد افغانستان شدند. شورش طالبان برای به دست آوردن مجدد کنترل افغانستان آغاز شد. در طول دهه آینده، آیساف و سربازان افغان بسیاری از حملات علیه طالبان را رهبری کردند، اما موفق به شکست کامل آنها نشدند. از اینرو افغانستان به دلیل عدم سرمایه‌گذاری خارجی، فساد دولتی و شورش طالبان، یکی از فقیرترین کشورهای جهان باقی ماند. در همین حال کرزی تلاش کرد تا مردم کشور را متحد سازد، و حکومت افغانستان قادر به ساخت ساختارهایی دموکراتیک شد و یک قانون اساسی را در سال ۲۰۰۴ با نام «جمهوری اسلامی افغانستان» اتخاذ کرد. تلاش‌هایی اغلب با حمایت از کشورهای کمک‌کنندهٔ خارجی، برای بهبود اقتصاد کشور، مراقبت‌های بهداشتی، تحصیلات، حمل و نقل و کشاورزی در بازسازی در افغانستان ایجاد شد. نیروهای آیساف نیز شروع به آموزش نیروهای امنیت ملی افغانستان کردند. پس از سال ۲۰۰۲، نزدیک به پنج میلیون افغان‌های مقیم خارج به کشور بازگشتند. در سال ۲۰۱۱ تعداد نیروهای ناتو در افغانستان با ۱۴۰٬۰۰۰ به اوج خود رسید، و در در ۲۰۱۸ به ۱۶٬۰۰۰ نفر رسید.
اشرف غنی در انتخابات ریاست جمهوری ۲۰۱۴ برنده شده و حامد کرزی ریاست جمهوری را به او واگذار کرد؛ قدرت برای اولین بار در تاریخ افغانستان به صورت دموکراتیک منتقل شد. در ۲۸ دسامبر ۲۰۱۴، ناتو به‌طور رسمی عملیات جنگی آیساف در افغانستان را به پایان رساند و مسئولیت امنیتی کامل را به دولت افغانستان منتقل کرد. مأموریت حمایت قاطع ناتو در همان روز به عنوان جانشین آیساف تشکیل شد. هزاران نفر از نیروهای ناتو برای آموزش و توصیه نیروهای دولتی افغانستان در کشور باقی ماندند تا مبارزهٔ خود را در برابر طالبان ادامه دهند. در سال ۲۰۱۵ تخمین زده شد که «حدود ۱۴۷۰۰۰ نفر در جنگ افغانستان از سال ۲۰۰۱ کشته شده‌اند. بیش از ۳۸۰۰۰ نفر از کشته‌شدگان غیرنظامی بوده‌اند.» گزارشی با عنوان تعداد بدن به این نتیجه رسیدند که در کل بین ۱۰۶٬۰۰۰–۱۷۰٬۰۰۰ غیرنظامی در نتیجهٔ جنگ در افغانستان از سوی همهٔ احزاب درگیر، کشته شده‌اند.

## پیش‌زمینه
اتحاد جماهیر شوروی در سال ۱۹۸۹ از افغانستان خارج شد و جمهوری دموکراتیک افغانستان به دست مجاهدین در سال ۱۹۹۲ سقوط کرد. سپس منازعات مختلفی در بین مجاهدین برای گرفتن کنترل قدرت از دست یکدیگر باعث جنگ‌هایی در بین خود آن‌ها شد که سال‌ها به طول انجامید.

### امارت اسلامی افغانستان
در سال ۱۹۹۴ طالبان به عنوان یک حرکت اسلامی تشکیل شد و در ۱۹۹۶ شهر کابل را تسخیر کرد. در پایان سال ۲۰۰۰، طالبان ۹۰ درصد از کشور را در کنترل خود داشتند، به غیر از سنگرهای مجاهدین و ائتلاف شمال که عمدتاً در گوشه شمال شرقی ولایت بدخشان متشکل می‌شدند. این پایان جنگ‌های داخلی بین مجاهدین و شروع حکومتی جدید توسط طالبان تحت امارت اسلامی افغانستان بود.
مناطق تحت کنترل مستقیم طالبان عمدتاً شهرها و شاهراه‌های مهم افغانستان بودند. خان‌ها و جنگ‌سالاران قبیله‌ای به صورت دفاکتو بر شهرهای کوچک، روستاها و مناطق روستایی کنترل مستقیم داشتند. طالبان در صدد برقراری قانون و نظم و اعمال تفسیر دقیق از شریعت اسلامی و احکام شرعی ملا محمد عمر بر کل کشور افغانستان بودند.
امارت اسلامی افغانستان در پی حملات ۱۱ سپتامبر ۲۰۰۱ و حملهٔ آمریکا به افغانستان فروپاشید. در ماه مه و ژوئن ۲۰۰۳, مقامات ارشد طالبان گرد هم جمع شدند و آماده برای جنگ چریکی برای اخراج نیروهای آمریکایی از افغانستان شدند.

### دولت موقت افغانستان
در ۲۲ دسامبر ۲۰۰۱، تعدادی از رهبران و سیاستمداران افغان، تحت نظر سازمان ملل برای تصمیم‌گیری در خصوص حکومت پس از طالبان در آلمان گردهم آمدند. این گردهمایی منجر به تصویب توافقنامه‌ای برای تشکیل دولت موقت برای شش ماه و متشکل از ۳۳ عضو، به رهبری یک رئیس‌جمهور موقت شد تا پس از آن در یک گردهمایی، دولت انتقالی افغانستان تشکیل شود و قدرت را به مدت ۲ سال در اختیار بگیرد و پس از تصویب قانون اساسی انتخابات ریاست‌جمهوری برگزار شود. بعضی از مفاد توافقنامه بن پس از تصویب قانون اساسی منقضی شد اما با این حال، این توافقنامه راه را برای تشکیل نظام دموکراتیک در افغانستان فراهم کرد.
در طول کنفرانس بین‌المللی افغانستان در دسامبر ۲۰۰۱ در آلمان، حامد کرزی توسط شخصیت‌های برجستهٔ سیاسی افغان برای خدمت در یک دورهٔ شش‌ماهه به عنوان رئیس دولت موقت افغانستان انتخاب شد و پسان در طول لویی جرگه ۲۰۰۲ در کابل، برای مدت دو سال به عنوان رئیس‌جمهور موقت انتخاب شد.

### جمهوری اسلامی افغانستان
در سال ۲۰۰۴ اولین انتخابات ریاست جمهوری در تاریخ افغانستان برگزار شد و مردم برای تعیین رئیس‌جمهور و دو معاون وی به پای صندوق انتخابات رفتند. حامد کرزی با کسب ۵۵٫۴ درصد آرا به عنوان اولین رئیس‌جمهور منتخب افغانستان برگزیده شد.

## ساختار
رئیس‌جمهور افغانستان برای مدت پنج سال و مستقیماً توسط مردم انتخاب می‌شد. رئیس‌جمهور پس از دو دوره ریاست، دیگر مجاز به کاندیداتوری مجدد نبود. کاندیداتور ریاست جمهوری باید حداقل ۴۰ سال می‌داشت، مسلمان می‌بود و شهروندی افغانستان را می‌داشت. کاندیداتور همراه دو معاون خود نامزد می‌شد. رئیس‌جمهور رئیس دولت و فرمانده کل نیروهای مسلح ارتش بود. از جمله اختیارات وی می‌توان به تعیین کابینه، تکمیل مناصب خود در ارتش، پلیس و والی‌ها با تصویب مجلس اشاره کرد.
مجلس شورای ملی قوه مقننه است، این نهاد دارای دو مجلس بود، ولسی جرگه و مشرانو جرگه.

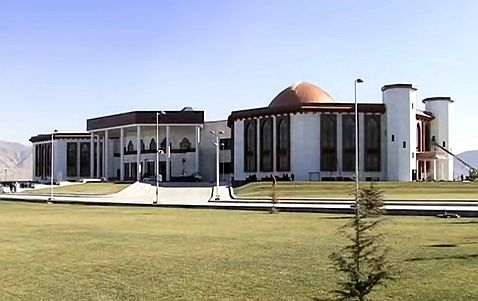
پارلمان افغانستان در کابل، ساختمان کنونی آن در ۲۰۱۵ ساخته شده است.

شورای ملی افغانستان نهاد قانون‌گذاری این کشور که از دو مجلس به نام‌های ولسی جرگه (مجلس سفلی) و مشرانو جرگه (مجلس علیا یا سنا) تشکیل می‌شد.
انتخابات ولسی جرگه (مجلس نمایندگان) در سطح ولسوالی‌های افغانستان به صورت انتخابات سراسری انجام می‌شد. این مجلس ۲۴۹ نماینده داشت. در مشرانو جرگه ۱۰۲ نماینده عضویت داشتند. یک سوم آن‌ها توسط رئیس‌جمهور انتخاب می‌شدند. همچنین هر ولایت در مشرانو جرگه دو نماینده داشتند که یکی توسط شوراهای ولایتی و دیگری توسط شوراهای ولسوالی‌ها انتخاب می‌شدند و به دلیل تشکیل نشدن شوراهای ولسوالی‌ها فعلاً هر دو نماینده را شوراهای ولایتی انتخاب می‌کردند. اختیارات مشرانو جرگه بیشتر جنبه مشورتی داشت اما در حالت‌های خاصی امکان وتو قوانین ولسی جرگه نیز به آن داده شده بود.
ستره محکمه (دیوان عالی افغانستان) عالی‌ترین نهاد قضایی این کشور است و ریاست آن را عبدالسلام عظیمی بر عهده داشت. دادگستری افغانستان متشکل از دادگاه عالی، دادگاه تجدید نظر و دادگاه‌های اولیه برای صلاحیت‌های خاص بود. ستره محکمه متشکل از ۹ قاضی بود که توسط رئیس‌جمهور برای دوره ده ساله معرفی می‌شدند و توسط پارلمان تأیید می‌شدند. قاضیان باید حداقل ۴۰ سال سن داشته می‌داشتند، متعلق به هیچ حزب سیاسی نمی‌بودند و دارای مدرک حقوق یا فقه اسلامی می‌بودند.

## یادداشت
1. ↑  افغانستان دو پست معاون ریاست جمهوری داشت، معاون اول رئیس‌جمهور و معاون دوم رئیس‌جمهور.
2. ↑  ۳۱ مارس تا ۲۹ سپتامبر